# Reasskarivier
Reasskarivier (Zweeds: Reasskájohka) is een rivier die stroomt in de Zweedse  gemeente Kiruna. De rivier verzorgt de afwatering van het Spárromeer. Ze stroomt naar het zuidwesten weg. Na 7 kilometer stroomt ze het Reasskameer in.
Afwatering: Reasskarivier → (Reaskkameer) → (Noordelijke Vuolusmeer) → (Zuidelijke Vuolusmeer) → Torne → Botnische Golf